# 2010年夏季青年奧林匹克運動會賽艇比賽
2010年夏季青年奧林匹克運動會賽艇比賽於8月15日至8月18日在新加坡的濱海堤壩舉行。賽事只設4個小項，產生4面金牌。參賽的運動員必須於1992年1月1日至1993年12月31日前出生。

## 各項成績
| 項目                 | 金牌                           | 银牌                             | 铜牌                         |
| 男子單人雙槳（詳細） | 立陶宛 · 马辛卡斯              | 德国 · 巴什                      | 羅馬尼亞 · 普兰德安努        |
| 女子單人雙槳（詳細） | 德国 · 西尔沃斯                | 乌克兰 · 科瓦洛娃                | 德国 · 科贝尔                |
| 男子雙人雙槳（詳細） | 斯洛維尼亞 · 格雷斯 · 多曼耶科 | 希腊 · 纳斯托鲍洛斯 · 拉姆迪迪斯 | · 科什兰 · 戴维·沃茨         |
| 女子雙人雙槳（詳細） | 英国 · 梅丽尔 · 加曼德         | · 巴舍尔 · 奥林匹娅·奥尔德西     | 希腊 · 迪亚曼蒂 · 恩塔拉马卡 |